# الدعارة في الكويت
الدعارة في الكويت غير قانونية، ولكن بالرغم من ذلك فهي شائعة إلى حد ما في الفنادق والنوادي الليلية والأزقة الخالية، ومعظم العاملين بمجال الدعارة هم من الرعايا الأجانب.
قانون الكويت عادة ما يُرَحِّلُ كل العاهرات من خارج الكويت؛ كما يُمكن أن يدفعها إلى التعهد والتوقيع على «حسن السلوك» قبل الإفراج عنها. أما الذين يديرون شبكات الدعارة فعادة ما يكون عقابهم السجن، ولطالما تكررت في الكويت مزاعم بأن بعض أفراد الشرطة يتلقون رشاوى من العاملين في بيوت الدعارة مقابل تحذيرهم عند محاولة الشرطة مداهمة مقرهم.
جنسيات العاملات بالدعارة والقوادين في الكويت مختلفة إلى حد كبير وذلك حسب المناطق والمحافظات، فمثلا معظم البغايا في محافظة الأحمدي هم من الفلبين، أما البغايا والعاهرات الإثيوبيات فيرتكزن في محافظة حولي، بينما تنشط داعرات الهند، وسريلانكا وبنغلاديش في محافظة الفروانية وجزء من السالمية في حين قامت داعرات الصين بفتح بيوت عهر في السالمية، كما تتواجد عاهرات عربيات (خاصة الدول العربية الفقيرة) وكذلك أوروبيات (خاصة من دول أوروبا الشرقية).

## الاتجار بالجنس
يُعتبر الكويت بلد مقصد للرجال والنساء ضحايا الدعارة القسرية، فالقانون الكويتي يُقيد العامل المهاجر بعقد العمل حيث يحق للمهاجر العيش داخل الأراضي الكويتية طالما عقد عمله ساري المفعول كما يُقيد القانون تحركاتهم ويُعاقب كل من يترك مقر عمله حسب ما تضمنه العقد، وهناك من يستغل هذه النقطة لدفع العمال المهاجرين (خاصة الإناث) على امتهان الدعارة وإلا إبلاغ الشرطة.
صدرت بعض التقارير في الكويت والتي أكدت على أن العمال المنزليين يتعرضون للاستغلال أحيانا حيث يتم الزج بهم في بيوت دعارة من قبل الوكلاء أنفسهم أو المجرمين الذين يتلاعبون بوضعهم غير القانوني.
حققت الحكومة عام 2016 مع ست أشخاص يُحتمل تورطهم في عمليات اتجار بالجنس، كما تم محاكمة 15 من المشتبه بهم مقارنةً مع ست حالات تحقيق مع 20 من المشتبه بهم خلال العام الذي سبقه. المحاكمات التي تمت عام 2015 لا تزال معلقة ولم تصدر بعد أي إجراءات في حق المتهمين،
تضع وزارة الخارجية الأمريكية دولة الكويت في «المستوى 2» فيما يتعلق بالاتجار بالبشر وبالجنس وذلك بالاعتماد على معطيات مكتب مراقبة ومكافحة الاتجار بالأشخاص.